# Kommando Sanitätsdienst der Bundeswehr
Das Kommando Sanitätsdienst der Bundeswehr (Kdo SanDstBw) war die dem Bundesministerium der Verteidigung unmittelbar nachgeordnete Höhere Kommandobehörde mit truppen-, fachdienstlicher und fachlicher Führungsverantwortung für den Zentralen Sanitätsdienst der Bundeswehr. Das Kommando war zugleich Stab des Inspekteurs des Sanitätsdienstes der Bundeswehr. Die Aufstellung erfolgte im Rahmen der Neuausrichtung der Bundeswehr am 1. Oktober 2012 in Koblenz. Die Indienststellung erfolgte am 2. Oktober 2012 im Rahmen eines Aufstellungsappels am Kaiser-Wilhelm-Denkmal am Deutschen Eck in Koblenz durch den damaligen Generalinspekteur der Bundeswehr, General Volker Wieker. Die Führung des Kommandos wurde dem Inspekteur des Sanitätsdienstes der Bundeswehr übertragen. Er war gleichzeitig Befehlshaber Kommando Sanitätsdienst der Bundeswehr. Die Zielstationierung des Kommandos war Koblenz mit den Liegenschaften Rhein- und Falckenstein-Kaserne.

## Geschichte
Im Rahmen der Neuausrichtung der Bundeswehr war die Aufstellung des Kommandos Sanitätsdienst der Bundeswehr einer der Meilensteine zur Einnahme der neuen Struktur des Zentralen Sanitätsdienstes der Bundeswehr. Das Kommando hatte Teile der Aufgaben des Führungsstabes des Sanitätsdienstes, des Sanitätsführungskommandos (Auflösung: 31. Dezember 2012) und des Sanitätsamtes der Bundeswehr (Auflösung: 31. Dezember 2013) übernommen. Zum 1. Juli 2013 war die Unterstellung der Sanitätsakademie der Bundeswehr erfolgt. Die in den Streitkräften davor übliche „Zwei-Säulen-Struktur“ bestehend aus Führungskommando (verantwortlich u. a. für operative Führung und Einsatzgestellung) und Amt (verantwortlich für fachliche Aspekte, Ausbildung und Weiterentwicklung) war aufgegeben worden.
Das Kommando wurde am 29. April 2025 außer Dienst gestellt. Am selben Tag wurde das Unterstützungskommando der Bundeswehr offiziell in Dienst gestellt. Das diesem unterstellte Kommando Gesundheitsversorgung der Bundeswehr ist seit 2025 das Fachkommando des Sanitätsdienstes der Bundeswehr.

## Leitung
Der Inspekteur des Sanitätsdienstes der Bundeswehr führte das Kommando. Er war dem Generalinspekteur der Bundeswehr in jeglicher Hinsicht unterstellt.

## Aufgaben
Das Kommando war die höchste Kommandobehörde des militärischen Organisationsbereiches „Zentraler Sanitätsdienst der Bundeswehr“ und Stab des Inspekteurs des Sanitätsdienstes der Bundeswehr.
Es war:
- Höhere Kommandobehörde mit truppen-, fachdienstlicher und fachlicher Führungsverantwortung für den Zentralen Sanitätsdienst der Bundeswehr;
- Kommandobehörde für unmittelbar truppen- und fachdienstlich unterstellte Truppenteile / Einrichtungen / Dienststellen des Zentralen Sanitätsdienstes der Bundeswehr;
- Fachkommando für den gesamten Sanitätsdienst der Bundeswehr mit Exekutivrecht für die Bundeswehr in sanitätsdienstlichen Aufgabenbereichen und mit Beteiligungsrecht und -pflicht in allen Angelegenheiten von grundsätzlicher oder grundlegender Bedeutung für den Sanitätsdienst der Bundeswehr;
- Spezialstab für den Inspekteur des Sanitätsdienstes der Bundeswehr zur Wahrnehmung der ihm übertragenen fachdienstlichen (§ 2 VorgV) und fachlichen (§ 3 VorgV) Führungsaufgaben im Sanitätsdienst der Bundeswehr und der Gesamtverantwortung für den Sanitätsdienst der Bundeswehr einschließlich der Beratung des BMVg;
- Sanitätsdienstlicher Arbeitsstab für das BMVg, insbesondere für die Abteilung Führung Streitkräfte;
- Überwachungsbehörde für die Bundeswehr soweit Befugnisse aufgrund besonderer Rechtsvorschriften übertragen sind;
- Leitführungskommando für den Einsatz StratAirMedEvac durch das Patient Evacuation Coordination Centre (PECC) / der Verwundetenleitstelle der Bundeswehr.

## Aufbau
Dem Inspekteur des Sanitätsdienstes unterstanden im Kommando der Stellvertreter des Inspekteurs des Sanitätsdienstes und Kommandeur Gesundheitseinrichtungen, der Chef des Stabes, der Rechtsberater sowie in ihrer Funktion
- der Leitende Zahnarzt der Bundeswehr (Inspizient Zahnmedizin der Bundeswehr),
- der Leitende Veterinär der Bundeswehr (Inspizient Veterinärmedizin der Bundeswehr),
- der Leitende Apotheker der Bundeswehr (Inspizient Wehrpharmazie der Bundeswehr) und
- der Leitende Gesundheits- und Krankenpfleger (Inspizient Medizinalfach- und Assistenzberufe der Bundeswehr).

Dem Chef des Stabes nachgeordnet waren eine Spezialstabsabteilung, das Presse- und Informationszentrum, das Stabsquartier sowie die drei Abteilungen des Kommandos mit seinen zwölf Unterabteilungen:
- Abteilung A – Planung/Führung/Steuerung Gesundheitsversorgung (Leitung: Generalarzt Jürgen Meyer)[5]
  - Unterabteilung I – Planung/Konzeption/Weiterentwicklung Sanitätsdienst, Internationale Zusammenarbeit
  - Unterabteilung II – Wehr-, Human- und Individualmedizin
  - Unterabteilung III – Zahnmedizin
  - Unterabteilung IV – Veterinärwesen
  - Unterabteilung V – Pharmazie/Lebensmittelchemie
  - Unterabteilung VI – Präventivmedizin, vorbeugender Gesundheitsschutz, Gesundheitsförderung
  - Unterabteilung VII – Führung Einsatz Sanitätsdienst
- Abteilung B – Organisation, Ressourcen Bereitstellung, Unterstützung Gesundheitsversorgung
  - Unterabteilung VIII – Organisation Infrastruktur
  - Unterabteilung IX – Personalmanagement, Individualausbildung
  - Unterabteilung X – Ausrüstung, Logistik, Schutzaufgaben
  - Unterabteilung XI – Führungsunterstützung, Informationstechnologie
  - Unterabteilung XII – Verwaltung
- Abteilung C – Krankenhausmanagement, Management Gesundheitseinrichtungen

## Unterstellte Verbände

Gliederung des Zentralen Sanitätsdienstes der Bundeswehr im März 2020

Dem Kommando Sanitätsdienst unmittelbar nachgeordnet waren das MMCC-E und drei Fähigkeitskommandos:
- Multinational Medical Coordination Centre-Europe (MMCC-E)
- Kommando Sanitätsdienstliche Einsatzunterstützung
- Kommando Regionale Sanitätsdienstliche Unterstützung
- Sanitätsakademie der Bundeswehr

Der vierte Fähigkeitsbereich des Zentralen Sanitätsdienstes der Bundeswehr waren die so genannten Gesundheitseinrichtungen. Dazu gehören die nachfolgend genannten Einrichtungen, die dem Stellvertreter des Inspekteurs des Sanitätsdienstes in seiner Funktion als Kommandeur Gesundheitseinrichtungen unterstellt waren:
- Bundeswehrzentralkrankenhaus Koblenz
- Bundeswehrkrankenhaus Berlin
- Bundeswehrkrankenhaus Hamburg
- Bundeswehrkrankenhaus Ulm
- Bundeswehrkrankenhaus Westerstede
- Zentrales Institut des Sanitätsdienstes der Bundeswehr Kiel
- Zentrales Institut des Sanitätsdienstes der Bundeswehr München
- Überwachungsstellen für öffentlich-rechtliche Aufgaben des Sanitätsdienstes der Bundeswehr
- Institut für Präventivmedizin der Bundeswehr

## Verbandsabzeichen
Die Angehörigen des Kommando Sanitätsdienst der Bundeswehr trugen als internes Verbandsabzeichen das Abzeichen des aufgelösten Führungsstabes des Sanitätsdienstes im Bundesministerium der Verteidigung.

## Kommandoführung
| Nr. | Name                                    | Beginn der Amtszeit | Ende der Amtszeit |
| --- | --------------------------------------- | ------------------- | ----------------- |
| 1   | Generaloberstabsarzt Ingo Patschke      | 1. Okt. 2012        | 14. Juli 2015     |
| 2   | Generaloberstabsarzt Michael Tempel     | 14. Juli 2015       | 25. Sep. 2018     |
| 3   | Generaloberstabsarzt Ulrich Baumgärtner | 25. Sep. 2018       | 2. Mai 2024       |
| 4   | Generaloberstabsarzt Ralf Hoffmann      | 2. Mai 2024         | –                 |

| Nr. | Name                             | Beginn der Amtszeit | Ende der Amtszeit |
| --- | -------------------------------- | ------------------- | ----------------- |
| 1   | Generalstabsarzt Detlev Fröhlich | 1. Okt. 2012        | 30. Juni 2014     |
| 2   | Generalstabsarzt Michael Tempel  | 1. Juli 2014        | 14. Juli 2015     |
| 3   | Generalstabsarzt Ulrich Pracht   | 14. Juli 2015       | 31. Dez. 2015     |
| 4   | Generalstabsarzt Stephan Schoeps | 1. Jan. 2016        | 29. März 2023     |
| 5   | Generalstabsarzt Norbert Weller  | 29. März 2023       | –                 |

| Nr. | Name                                   | Beginn der Amtszeit | Ende der Amtszeit |
| --- | -------------------------------------- | ------------------- | ----------------- |
| 1   | Generalarzt Dirk Raphael in Vertretung | 1. Okt. 2012        | 31. Dez. 2012     |
| 2   | Generalstabsarzt Ulrich Pracht         | 1. Jan. 2013        | 14. Juli 2015     |
| 3   | Generalstabsarzt Stephan Schmidt       | 14. Juli 2015       | 6. Sep. 2018      |
| 4   | Generalstabsarzt Norbert Weller        | 6. Sep. 2018        | 29. März 2023     |
| 5   | Generalstabsarzt Ralf Hoffmann         | 29. März 2023       | 2. Mai 2024       |

| Nr. | Name                        | Beginn der Amtszeit | Ende der Amtszeit |
| --- | --------------------------- | ------------------- | ----------------- |
| 1   | Admiralarzt Stephan Apel    | 1. Okt. 2012        | 15. März 2016     |
| 2   | Generalarzt Bruno Most      | 15. März 2016       | 26. Apr. 2019     |
| 3   | Generalarzt Johannes Backus | 26. Apr. 2019       | April 2023        |
| 4   | Generalarzt Jürgen Meyer    | Apr. 2023           | –                 |

| Nr. | Name                           | Beginn der Amtszeit | Ende der Amtszeit |
| --- | ------------------------------ | ------------------- | ----------------- |
| 1   | Generalarzt Dirk Raphael       | 1. Okt. 2012        | 31. Dez. 2012     |
| 2   | Generalarzt Ulrich Baumgärtner | 1. Jan. 2013        | Juli 2014         |
| 3   | Generalarzt Stephan Schmidt    | Juli 2014           | 14. Juli 2015     |
| 4   | Generalarzt Michael Zallet     | 14. Juli 2015       | –                 |